# Dekani
Dekani (wł. Villa Decani) – wieś w Słowenii, w gminie miejskiej Koper. 1 stycznia 2018 liczyła 1632 mieszkańców.